# 564 Dudu
564 Dudu је астероид главног астероидног појаса. Приближан пречник астероида је 49,57 km,
а средња удаљеност астероида од Сунца износи 2,751 астрономских јединица (АЈ).
Инклинација (нагиб) орбите у односу на раван еклиптике је 17,955 степени, а орбитални период износи 1667,361 дана (4,564 године). Ексцентрицитет орбите астероида износи 0,272.
Апсолутна магнитуда астероида износи 10,43 а геометријски албедо 0,048.
Астероид је откривен 9. маја 1905. године.